# Skisprung-Intercontinental-Cup in Trondheim 2024/25
Der Intercontinental-Cup in Trondheim 2024/25 fand am 14. und 15. September 2024 im Granåsen skisenter (K 94/HS 102) in Trondheim in Norwegen statt und war die zweite Station des Intercontinental-Cups 2024/25. Der Wettbewerb bestand aus je zwei Einzelspringen der Damen. Gleichzeitig wurde der Continental-Cup der Herren ausgetragen.

## Programm und Zeitplan
Das Programm des Intercontinental-Cups wurde auf zwei Tage aufgeteilt.
| \| Trondheim \| |
| Trondheim       |

| Trondheim |

## Teilnehmende Nationen und Athletinnen
Es nahmen 52 Skispringerinnen aus 14 Nationen am Intercontinental-Cup teil.
| Nation                   | Anzahl               | Athletin |
| Europa (11 Nationen)     | Europa (11 Nationen) | Europa (11 Nationen) |
| ------------------------ | -------------------- | --- |
| Deutschland              | 6                    | Emely Torazza, Alvine Holz, Anna Hollandt, Katharina Schmid, Juliane Seyfarth, Selina Freitag |
| Finnland                 | 1                    | Jenny Rautionaho |
| Frankreich               | 2                    | Joséphine Pagnier, Emma Chervet (beide nur Einzelspringen I) |
| Italien                  | 4                    | Annika Sieff, Noelia Vuerich, Martina Zanitzer, Martina Ambrosi |
| Norwegen                 | 11                   | Ingrid Låte, Ingrid Græsli, Kjersti Græsli, Nora Midtsundstad, Gyda Westvold Hansen, Eirin Maria Kvandal, Thea Minyan Bjørseth, Ingvild Synnøve Midtskogen, Heidi Dyhre Traaserud, Anna Odine Strøm, Silje Opseth |
| Österreich               | 2                    | Vanessa Moharitsch, Meghann Wadsak |
| Polen                    | 4                    | Nicole Konderla, Natalia Słowik, Anna Twardosz, Pola Bełtowska |
| Slowakei                 | 1                    | Kira Maria Kapustikova |
| Slowenien                | 6                    | Ema Klinec, Taja Bodlaj, Ajda Košnjek, Nika Prevc, Katra Komar, Tina Erzar |
| Tschechien               | 4                    | Veronika Jenčová, Anežka Indráčková, Klára Ulrichová, Karolína Indráčková |
| Ukraine                  | 2                    | Tetjana Pylyptschuk, Schanna Hluchowa |
| Nordamerika (2 Nationen) |                      | |
| Kanada                   | 3                    | Abigail Strate (nur Einzelspringen I), Alexandria Loutitt, Nicole Maurer |
| Vereinigte Staaten       | 4                    | Estella Hassrick, Josie Johnson, Paige Jones, Samantha Macuga |
| Asien (1 Nation)         |                      | |
| Japan                    | 2                    | Yu Saito, Nagomi Nakayama |

## Bericht
| Rang                                         | Athletin             | Punkte |
| -------------------------------------------- | -------------------- | ------ |
|                                              | Katharina Schmid     | 300    |
|                                              | Selina Freitag       | 248    |
|                                              | Juliane Seyfarth     | 181    |
| 04.                                          | Tina Erzar           | 148    |
| 05.                                          | Alvine Holz          | 143    |
| 06.                                          | Anna Odine Strøm     | 140    |
| 07.                                          | Eirin Maria Kvandal  | 125    |
| 08.                                          | Anna Hollandt        | 116    |
| 09.                                          | Emely Torazza        | 112    |
| 10.                                          | Thea Minyan Bjørseth | 110    |
| Stand nach Intercontinental-Cup in Trondheim |                      |        |

### Vorbericht
Die zwei Einzel-Wettbewerbe wurden auf der Normalschanze (HS 102) ausgetragen. Es waren alle Topathletinnen sowie die Kanadierinnen – Alexandria Loutitt, Abigail Strate, die Französin – Josephine Pagnier, die Deutsche – Selina Freitag und Katharina Schmid, die Italienerin – Annika Sieff, die Norwegerinnen – Thea Minyan Bjørseth, Eirin Maria Kvandal, Silje Opseth, Anna Odine Strøm und die Sloweninnen – Ema Klinec, Nika Prevc und Nika Vodan vertreten. Zudem standen im vorläufigen Aufgebot vier polnische Athletinnen: Pola Bełtowska, Nicole Konderla, Natalia Słowik und Anna Twardosz. Die Organisatoren planten, die Wettbewerbe online nicht zu übertragen.
Nach dem technischen Briefing am Freitagabend wurde bekanntgegeben, dass die Slowenin Nika Vodan nicht im offiziellen Aufgebot stand. Es gingen in die zwei Einzel-Wettbewerbe 52 Athletinnen aus 14. Ländern. Der Wettbewerb soll bei sonnigem Wetter stattfinden.

### Samstag, 14. September 2024, offizielles Training, Probedurchgang & Einzel-Wettkampf

#### Offizielles Training
Das offizielle Training wurde von Gate 26, 24 und 20 durchgeführt. Die Deutsche Katharina Schmid gewann mit 99,5 Metern, 3,5 Punkte vor der Norwegerin Thea Minyan Bjoerseth (99,5 Metern) und Jenny Rautionaho (98,5 Metern). Vierte wurde die Norwegerin Heidi Dyhre Traaserud (97,5 Metern), Fünfte ist die Kanadierin Alexandria Loutitt (96,5 Metern) und Sechste wurde die Norwegerin Anna Odine Strøm (94,5 Metern).

#### Probedurchgang
Der Probedurchgang wurde von Gate 26, 24. und 22 durchgeführt, das gewann die Deutsche Katharina Schmid mit 104,5 Metern, hatte einen Vorsprung von 7 Punkten auf die zweitplatzierte Finnin Jenny Rautionaho (96,5 Metern) und 11,1 Punkte vor der drittplatzierten Norwegerin Eirin Maria Kvandal (96 Metern). Auf den Plätzen vier, fünf und sechs landeten die Kanadierin Alexandria Loutitt (96 Metern), die Deutsche Selina Freitag (94,5 Metern) und die Norwegerin Gyda Westvold Hansen (96 Metern).

#### Einzel-Wettkampf
Der erste Durchgang wurde vom Gate 28 und 26 durchgeführt. Zur Halbzeit führte die Deutsche Katharina Schmid mit 103 Meter und hatte einen Vorsprung von 11,1 Punkten vor der Norwegerin Anna Odine Strøm (99 Metern). Dritte wurde die Norwegerin Thea Minyan Bjoerseth (100 Metern), die Finnin Jenny Rautionaho (97,5 Metern) wurde Vierte und Josephine Pagnier (100 Metern) wurde Fünfte. Nur die Norwegerin Eirin Maria Kvandal sprang vom Gate 24. Die Kanadierin Abigail Strate ging nicht an den Start und die Polin Nicole Konderla wurde wegen eines irregulären Anzuges disqualifiziert und nicht zum Einzel-Wettkampf zugelassen.
Der Finaldurchgang wurde aus Gate 28 durchgeführt, es siegte die Deutsche Katharina Schmid mit 98,5 Metern, hatte einen sensationellen Vorsprung von 15,1 Punkten vor der zweitplatzierten Norwegerin Anna Odine Stroem (101 Metern) und 21,2 Punkten vor der drittplatzierten Thea Minyan Bjoerseth (97,5 Metern). Hinter dem Podium landeten auf den Plätzen vier, fünf und sechs die Französin Josephine Pagnier (99,5 Metern), die Norwegerin Eirin Maria Kvandal (98 Metern) und die Finnin Jenny Rautionaho (97 Metern). Die Deutschen Selina Freitag (100,5 Metern) und Alvine Holz (95 Metern) wurden Siebente und Achte. Neunte wurde die Kanadierin Alexandria Loutitt (101,5 Metern), Juliane Seyfarth (100 Metern) wurde Zehnte und viertbeste Deutsche. Die Norwegerin Gyda Westvold Hansen sprang von Gate 26, die Deutsche Katharina Althaus von Gate 24. und die Norwegerin Eirin Maria Kvandal von Gate 22.

### Sonntag, 15. September 2024, Probedurchgang & Einzel-Wettkampf

#### Probedurchgang
Der Probedurchgang wurde aus Gate 26, 24. und 20 durchgeführt, den die Deutsche Katharina Schmid mit 101 Metern als Siegerin abschloss. Dahinter landeten die Norwegerin Thea Minyan Bjoerseth (100,5 Metern) und die Deutsche Selina Freitag (94 Metern). Vierte wurde Nika Prevc (97 Metern) aus Slowenien und fünfte Alexandria Loutitt (95,5 Metern) aus Kanada. Die Plätze sechs und sieben, belegten die Finnin Jenny Rautionaho (95 m) und die Norwegerin Anna Odine Strøm (95,5 Metern). Die Polin Pola Bełtowska (94,5 Metern) belegte den achten Platz, gefolgt von der Deutschen Juliane Seyfarth (93 Metern) und der Norwegerin Silje Opseth (93 Metern), die die Plätze neun und zehn erreichen.

#### Einzel-Wettkampf
Der erste Durchgang wurde aus Gate 26, 24 und 23 durchgeführt. Souverän führt zur Halbzeit die Deutsche Katharina Althaus mit 101 Metern, lag 5,6 Punkte vor der Norwegerin Anna Odine Strøm (99,5 Metern) und 7 Punkte vor der Norwegerin Eirin Maria Kvandal (97,5 Metern). Die Norwegerin Thea Minyan Bjoerseth (98,5 Metern) wurde Vierte. Die Deutsche Selina Freitag (97 Metern) Fünfte und die Deutsche Juliane Seyfarth (98,5 Metern) Sechste. Alexandria Loutitt (97 Metern) aus Kanada, die Finnin Jenny Rautionaho (99 Metern) und Norwegerin Gyda Westvold Hansen (97 Metern) und die Slowenin Nika Prevc (96 Metern) schließen die Top Ten ab. Die Japanerin Yu Saito wurde wegen eines irregulären Anzuges disqualifiziert und nicht zum Einzel-Wettkampf zugelassen.
Das Finale wurde aus Gate 26, 25 und 24 durchgeführt. Die Deutsche Katharina Schmid landete auf 98 Metern und siegte zum dritten Mal hintereinander und hatte mit 7,5 Punkten Vorsprung vor der Norwegerin Eirin Maria Kvandal (97 Metern). Die Norwegerin Anna Odine Strøm (96 Metern) sicherte sich den dritten Podiumsplatz, gefolgt von der Norwegerin Thea Minyan Bjoerseth (93 Metern), der Deutschen Juliane Seyfart (100 Metern) und der Finnin Jenny Rautionaho (100 Metern). Alexandria Loutitt aus Kanada (102 Metern) wurde Siebte, die Deutsche Selina Freitag (90,5 Metern) Achte, die Slowenin Ema Klinec (95,5 Metern) wurde Neunte, Alvine Holz (93,5 Metern) Zehnte und dabei viertbeste Deutsche. Die 17-jährige Polin Pola Bełtowska rückte mit 94 Metern auf Platz 14. vor und ihre Leistung ist positiv zu bewerten.

## Ergebnisse

### Einzelspringen I
- Wetter 1 Durchgang: sonnig, Temperatur: 8,0 °C, Wind in m/s: minimal: −1,04, maximal: −0,37, durchschnittlich: 0.29
- Wetter 2 Durchgang: sonnig, Temperatur: 9,0 °C, Wind in m/s: minimal: −0,40, maximal: −0,02, durchschnittlich: 0,49

| Rang | Name                  | Weite 1      | Weite 2      | Punkte |
| ---- | --------------------- | ------------ | ------------ | ------ |
|      | Katharina Schmid      | 103,0 m 0(1) | 098,5 m 0(1) | 275,4  |
|      | Anna Odine Strøm      | 099,0 m 0(2) | 101,0 m 0(2) | 260,3  |
|      | Thea Minyan Bjørseth  | 100,0 m 0(3) | 097,5 m 0(4) | 254,2  |
| 04   | Joséphine Pagnier     | 100,0 m 0(5) | 099,5 m 0(5) | 251,1  |
| 05   | Eirin Maria Kvandal   | 092,0 m 0(6) | 098,0 m 0(3) | 250,2  |
| 06   | Jenny Rautionaho      | 097,5 m 0(4) | 097,0 m 0(7) | 247,0  |
| 07   | Selina Freitag        | 095,0 m 0(8) | 100,5 m 0(6) | 242,0  |
| 08   | Alvine Holz           | 098,0 m 0(7) | 095,0 m (12) | 231,6  |
| 09   | Alexandria Loutitt    | 093,0 m (10) | 101,5 m 0(9) | 231,5  |
| 10   | Juliane Seyfarth      | 098,5 m 0(9) | 100,0 m (10) | 231,1  |
| 11   | Nika Prevc            | 092,0 m (14) | 099,5 m 0(8) | 230,5  |
| 12   | Gyda Westvold Hansen  | 089,0 m (13) | 100,5 m (11) | 227,1  |
| 13   | Emely Torazza         | 094,5 m (10) | 096,0 m (21) | 220,8  |
| 14   | Annika Sieff          | 093,0 m (12) | 099,5 m (18) | 217,9  |
| 15   | Anna Hollandt         | 093,0 m (16) | 095,0 m (15) | 217,4  |
| 16   | Heidi Dyhre Traaserud | 094,0 m (11) | 096,0 m (20) | 216,5  |
| 17   | Silje Opseth          | 087,0 m (21) | 096,0 m (14) | 212,1  |
| 18   | Ema Klinec            | 082,0 m (19) | 094,0 m (17) | 209,2  |
| 19   | Tina Erzar            | 089,5 m (28) | 095,0 m (16) | 206,4  |
| 20   | Anna Twardosz         | 090,5 m (17) | 091,5 m (22) | 205,1  |
| 21   | Meghann Wadsak        | 089,5 m (18) | 091,0 m (24) | 204,8  |
| 22   | Nicole Maurer         | 089,0 m (24) | 092,0 m (19) | 204,7  |
| 23   | Karolína Indráčková   | 089,0 m (26) | 093,5 m (21) | 203,0  |
| 24   | Taja Bodlaj           | 090,0 m (22) | 093,0 m (22) | 202,4  |
| 25   | Pola Bełtowska        | 087,5 m (20) | 085,5 m (26) | 198,2  |
| 26   | Anežka Indráčková     | 086,0 m (27) | 090,0 m (25) | 196,9  |
| 27   | Klára Ulrichová       | 089,0 m (23) | 087,5 m (28) | 193,8  |

| Rang                                          | Name                       | Weite 1                | Weite 2                | Punkte                 |
| --------------------------------------------- | -------------------------- | ---------------------- | ---------------------- | ---------------------- |
| 28                                            | Ingvild Synnøve Midtskogen | 088,5 m (29)           | 089,0 m (27)           | 192,1                  |
| 29                                            | Samantha Macuga            | 087,0 m (25)           | 088,0 m (29)           | 191,5                  |
| 30                                            | Emma Chervet               | 087,0 m (30)           | 084,5 m (30)           | 181,6                  |
| Für den zweiten Durchgang nicht qualifiziert: |                            |                        |                        |                        |
| 31                                            | Josie Johnson              | 085,0 m (31)           | –                      | 089,9                  |
| 32                                            | Martina Zanitzer           | 083,0 m (32)           | –                      | 085,7                  |
| 33                                            | Martina Ambrosi            | 082,0 m (33)           | –                      | 083,5                  |
| 34                                            | Nagomi Nakayama            | 084,0 m (34)           | –                      | 082,4                  |
| 35                                            | Veronika Jenčová           | 081,5 m (35)           | –                      | 080,9                  |
| 36                                            | Ajda Košnjek               | 082,0 m (36)           | –                      | 080,4                  |
| 37                                            | Josie Johnson              | 083,0 m (37)           | –                      | 080,3                  |
|                                               | Nora Midtsundstad          | 078,5 m (37)           | –                      | 080,3                  |
| 39                                            | Schanna Hluchowa           | 081,5 m (39)           | –                      | 076,4                  |
| 40                                            | Katra Komar                | 077,0 m (40)           | –                      | 075,5                  |
|                                               | Ingrid Græsli              | 073,5 m (40)           | –                      | 075,5                  |
| 42                                            | Natalia Słowik             | 079,5 m (42)           | –                      | 071,0                  |
| 43                                            | Yu Saito                   | 076,5 m (43)           | –                      | 069,9                  |
| 44                                            | Kira Maria Kapustikova     | 075,0 m (44)           | –                      | 069,1                  |
| 45                                            | Noelia Vuerich             | 071,5 m (45)           | –                      | 061,5                  |
| 46                                            | Tetjana Pylyptschuk        | 069,5 m (46)           | –                      | 061,3                  |
| 47                                            | Ingrid Låte                | 066,0 m (47)           | –                      | 055,8                  |
| 48                                            | Kjersti Græsli             | 066,0 m (48)           | –                      | 054,3                  |
| 49                                            | Vanessa Moharitsch         | 057,5 m (49)           | –                      | 046,1                  |
| 50                                            | Estella Hassrick           | 059,0 m (50)           | –                      | 028,6                  |
|                                               | Abigail Strate             | Did not start          | Did not start          | Did not start          |
|                                               | Nicole Konderla            | Not permitted to start | Not permitted to start | Not permitted to start |

### Einzelspringen II
- Wetter 1 Durchgang: teilweise bewölkt, Temperatur: 17,0 °C, Wind in m/s: minimal: −0.42, maximal: 1.65, durchschnittlich: 0.66
- Wetter 2 Durchgang: teilweise bewölkt, Temperatur: 18,0 °C, Wind in m/s: minimal: 0.06, maximal: 1.17, durchschnittlich: 0.64

| Rang | Name                       | Weite 1      | Weite 2      | Punkte |
| ---- | -------------------------- | ------------ | ------------ | ------ |
|      | Katharina Schmid           | 101,0 m 0(1) | 098,0 m 0(1) | 251,3  |
|      | Eirin Maria Kvandal        | 097,5 m 0(3) | 097,0 m 0(2) | 243,8  |
|      | Anna Odine Strøm           | 099,5 m 0(2) | 096,0 m 0(3) | 242,1  |
| 04   | Thea Minyan Bjørseth       | 098,5 m 0(4) | 093,0 m 0(7) | 235,0  |
| 05   | Juliane Seyfarth           | 098,5 m 0(6) | 100,0 m 0(6) | 231,1  |
| 06   | Jenny Rautionaho           | 099,0 m 0(8) | 100,0 m 0(4) | 230,3  |
| 07   | Alexandria Loutitt         | 097,0 m 0(7) | 102,0 m 0(5) | 230,2  |
| 08   | Selina Freitag             | 097,0 m 0(5) | 090,5 m 0(9) | 222,1  |
| 09   | Ema Klinec                 | 087,5 m (13) | 095,5 m 0(8) | 210,3  |
| 10   | Alvine Holz                | 092,5 m (12) | 093,5 m (10) | 206,0  |
| 11   | Annika Sieff               | 091,0 m (11) | 092,0 m (11) | 205,8  |
| 12   | Gyda Westvold Hansen       | 097,0 m 0(9) | 090,5 m (20) | 201,7  |
| 13   | Nika Prevc                 | 096,0 m 0(9) | 089,5 m (25) | 198,6  |
| 14   | Pola Bełtowska             | 090,5 m (15) | 094,0 m (13) | 195,5  |
| 15   | Tina Erzar                 | 089,5 m (16) | 092,0 m (12) | 194,7  |
| 16   | Emely Torazza              | 088,5 m (18) | 090,5 m (14) | 189,4  |
| 17   | Anna Hollandt              | 089,0 m (14) | 089,0 m (22) | 189,3  |
| 18   | Ingvild Synnøve Midtskogen | 087,0 m (19) | 088,5 m (17) | 188,5  |
| 19   | Heidi Dyhre Traaserud      | 086,5 m (20) | 088,5 m (15) | 187,9  |
| 20   | Nagomi Nakayama            | 087,5 m (24) | 089,0 m (19) | 183,1  |
| 21   | Martina Ambrosi            | 087,0 m (23) | 087,5 m (23) | 182,4  |
| 22   | Ingrid Græsli              | 088,0 m (25) | 086,0 m (21) | 181,8  |
| 23   | Nicole Maurer              | 087,0 m (27) | 091,0 m (18) | 181,0  |
| 24   | Anežka Indráčková          | 082,5 m (29) | 091,0 m (17) | 179,3  |
| 25   | Silje Opseth               | 084,0 m (26) | 086,5 m (24) | 179,2  |

| Rang                                          | Name                   | Weite 1                | Weite 2                | Punkte                 |
| --------------------------------------------- | ---------------------- | ---------------------- | ---------------------- | ---------------------- |
| 26                                            | Karolína Indráčková    | 087,0 m (21)           | 084,5 m (29)           | 177,6                  |
| 27                                            | Anna Twardosz          | 087,0 m (22)           | 084,0 m (28)           | 177,1                  |
| 28                                            | Nora Midtsundstad      | 090,0 m (17)           | 085,0 m (30)           | 174,9                  |
| 29                                            | Martina Zanitzer       | 082,5 m (28)           | 085,5 m (26)           | 173,2                  |
| 30                                            | Samantha Macuga        | 087,0 m (29)           | 087,5 m (27)           | 170,4                  |
| Für den zweiten Durchgang nicht qualifiziert: |                        |                        |                        |                        |
| 31                                            | Josie Johnson          | 087,5 m (31)           | –                      | 085,0                  |
| 32                                            | Taja Bodlaj            | 086,0 m (32)           | –                      | 084,2                  |
|                                               | Ajda Košnjek           | 086,5 m (32)           | –                      | 084,2                  |
| 34                                            | Meghann Wadsak         | 085,5 m (34)           | –                      | 082,5                  |
| 35                                            | Katra Komar            | 086,5 m (35)           | –                      | 078,8                  |
| 36                                            | Schanna Hluchowa       | 086,0 m (36)           | –                      | 077,1                  |
| 37                                            | Josie Johnson          | 082,5 m (37)           | –                      | 076,9                  |
| 38                                            | Ingrid Låte            | 079,5 m (38)           | –                      | 072,5                  |
| 39                                            | Nicole Konderla        | 081,5 m (39)           | –                      | 072,1                  |
| 40                                            | Klára Ulrichová        | 080,0 m (40)           | –                      | 070,6                  |
| 41                                            | Natalia Słowik         | 077,0 m (41)           | –                      | 068,1                  |
| 42                                            | Vanessa Moharitsch     | 079,5 m (42)           | –                      | 065,6                  |
|                                               | Kjersti Græsli         | 078,5 m (42)           | –                      | 065,6                  |
| 44                                            | Noelia Vuerich         | 075,5 m (44)           | –                      | 062,5                  |
| 45                                            | Kira Maria Kapustikova | 074,0 m (45)           | –                      | 062,2                  |
| 46                                            | Veronika Jenčová       | 074,0 m (46)           | –                      | 061,6                  |
| 47                                            | Tetjana Pylyptschuk    | 073,0 m (47)           | –                      | 052,6                  |
| 48                                            | Estella Hassrick       | 060,0 m (48)           | –                      | 027,4                  |
|                                               | Yu Saito               | Not permitted to start | Not permitted to start | Not permitted to start |